# 유기 반응
유기 반응(有機反應, 영어: organic reaction)은 유기 화합물을 포함하는 화학 반응이다. 기본 유기 화학 반응에는 첨가 반응(addition reactions), 제거 반응(elimination reactions), 치환 반응(substitution reactions), 고리형협동반응(pericyclic reactions), 재배열 반응(rearrangement reactions), 광화학 반응(photochemical reactions), 산화환원 반응(redox reactions)이 있다.
유기 화합물의 제법을 개발하기 위해 많은 유기화학반응들이 알려져 있다. 이들 반응들은 크게 첨가반응, 제거반응, 치환반응, 고리형협동반응, 재배열반응으로 나뉠 수 있으며 반응물의 형태에 따라 이온반응(ionic reaction), 라디칼반응(radical reaction)으로 나뉠 수 있다.

## 유기 반응 종류
- 첨가 반응(Addition reactions)

- E.A.(Electrophilic addition, 친전자성 첨가 반응): 알켄 및 알카인에서
- N.A.(Nucleophilic addition, 친핵성 첨가 반응): 알데하이드나 케톤에서

- 제거 반응(Elimination reactions)

- E1(Unimolecular elimination): 알킬 할라이드 등 이탈기있는 화합물에서
- E2(Bimolecular elimination): 알킬 할라이드 등 이탈기있는 화합물에서
- E1cB 제거 반응(Elimination Unimolecular conjugate Base)

- 치환 반응(substitution reactions)

- SN1(Unimolecular nucleophilic substitution, 친핵성 치환 반응): 이탈기있는 화합물에서
- SN2(Bimolecular nucleophilic substitution, 친핵성 치환 반응): 이탈기있는 화합물에서
- SEAr(Electrophilic aromatic substitution, 친전자성 방향족 치환 반응): 벤젠 링에서
- F.R.S.(Free radical substitution, 자유 라디컬 치환 반응): 알케인에서
- N.A.S.(Nucleophilic acyl substitution, 친핵성 아실 치환 반응): 카복실산, 에스터 및 그 유사체에서

## 같이 보기
- 반응 과정
- 화학 반응